# Sabagura
Sabagura, auch Saba Gūra, Sabaqura; war eine im 6. Jahrhundert n. Chr. gegründete befestigte Stadt in Unternubien im Süden Ägyptens. Die Ruinen von zwei Kirchen und sonstigen Gebäuden aus christlicher Zeit sind in den 1960er Jahren vollständig im angestauten Nassersee untergegangen.

## Lage
Sabagura lag am rechten, östlichen Ufer des Nil etwa 100 Kilometer Luftlinie südlich von Assuan und 20 Kilometer nördlich von der Einmündung des Wadi Allaqi in das Niltal. Durch dieses Wadi verlief eine alte Karawanenroute nach Osten in Richtung Rotes Meer. Die meisten antiken Orte befanden sich auf der westlichen Seite des Flusses. Direkt gegenüber von Sabagura lag Gerf Hussein und wenige Kilometer flussabwärts Dendur.

## Forschungsgeschichte
In den Jahren 1907 bis 1911 wurden an zahlreichen unternubischen Orten, darunter auch in Sabagura, von der Harvard University und vom Museum of Fine Arts, Boston gesponserte Surveys durchgeführt. Weitere Untersuchungen, die vom italienischen Außenministerium unterstützt wurden, veranlasste 1928 bis 1934 die ägyptische Altertumsbehörde. Der Leiter für die Arbeiten in Sabagura war Ugo Monneret de Villard. Die umfänglichsten Grabungen führte 1960 ein von Arturo Stenico geleitetes Team der Universität Mailand durch. Dies geschah unter der Trägerschaft der Egypt Exploration Society im Rahmen der UNESCO-Rettungsaktion kurz vor der Überflutung durch den Nassersee. Ein Jahr zuvor hatten sie Iḫmindi ausgegraben, eine ähnliche befestigte Stadt, die 40 Kilometer südlich auf der westlichen Seite des Nil lag. Friedrich Wilhelm Deichmann und Peter Grossmann vom Deutschen Archäologischen Institut besuchten den Ort Anfang 1964 auf einer kurzen Reise.

## Stadtbild
Die Stadtmauer bildete ein langgestrecktes Rechteck, das sich von der unmittelbar am Nil befindlichen kurzen Seite im rechten Winkel nach Osten einen Hügel hinaufzog. Die knapp 40 Meter höher gelegene Ostseite war mit 40 Meter etwas schmäler als die 68 Meter messende Stadtmauer am Fluss. Ihre Länge betrug knapp 150 Meter. 7900 Quadratmeter betrug die Stadtfläche innerhalb der Ummauerung, die gesamte Stadt erstreckte sich über 23.600 Quadratmeter am Nil entlang. Die frühesten Gebäude im Innern stammen aus der zweiten Hälfte des 6. Jahrhunderts. Die Stadt besaß zwei Zugänge, die sich in der Mitte der beiden Längsseiten gegenüberlagen. Zwischen ihnen durchquerte die relativ schmale, stellenweise nur 1,5 bis 2 Meter breite Hauptstraße auf gerader Linie in nord-südlicher Richtung und parallel zum Hang die Wohngebiete. Hinzu kam ein in Nubien typisches Ringsystem mit einer äußeren Straße, die in gleichbleibendem Abstand entlang der Außenmauern führte. Am Verlauf der nach Osten steil hinaufführenden Ringstraßen wurde keine Bearbeitung des Untergrundes festgestellt, vermutlich wurden Untiefen im Felsboden mit Erde aufgefüllt. Die Bebauung war sehr dicht, die gesamte Struktur dörflich.
Die Wohnhäuser waren überwiegend klein und bestanden aus zwei bis drei, von nubischen Tonnengewölben überdeckten Räumen. In einem quadratischen Raum befand sich eine Treppe in das häufig vorhandene Obergeschoss. Entlang der Umfassungsmauern lehnten sich die Wohngebäude mit ihren Tonnengewölben quer nach innen ragend an. Nubische Gebäuden bestanden entweder ganz aus Lehmziegeln, zu deren Herstellung Nilschlamm luftgetrocknet wurde, oder waren in den unteren Wandbereichen aus Bruchsteinen gemauert und mit Lehm verputzt. Im Innenbereich konnten die italienischen Ausgräber keine Reste von Kirchengebäuden feststellen, es dürfte Kirchen bereits in der Anfangszeit gegeben haben, die später überbaut wurden. Zwei Kirchenruinen hatten sich im äußeren Stadtgebiet erhalten.

### Stadtmauer
An den Längsseiten der Umfassungsmauer gab es in unregelmäßigen Abständen zwischen 25 und 45 Meter (Pfeilschussweite) rechteckige Turmvorbauten und an den vier Ecken Rundtürme. Die oberen beiden Rundtürme hatten sich zusammen mit dem Großteil der einst mehrere Meter hohen Bruchsteinmauern erhalten, ähnliche Türme am Fluss dürfen vermutet werden. Die Oberkante war breit genug für einen Wehrgang. Die bereits in kuschitischer Zeit erbaute Stadtmauer von Faras war ebenso wie die Mauern aus späterer christlicher Zeit von Kalabscha, Iḫmindi und Sabagura an der Außenseite leicht schräg. Nur in Sabagura besaß die Stadtmauer zusätzlich strebeartige Verstärkungen. Die Zugänge waren durch gewinkelte Torvorbauten geschützt und wurden von der Flussseite betreten. Die Wegführung war somit bei den beiden Toren gegenläufig. An der Nordseite trat der Ankömmling in einer Rechtswendung durch das Tor, was dem antiken Prinzip entspricht, dass der seinen Schild in der Linken haltende Angreifer mit der ungeschützten rechten Seite vordringen muss. Entsprechend waren auch die beiden Stadttore von Faras angelegt. An der Südseite galt offensichtlich der schnellere Weg in Richtung Fluss als das wichtigere Kriterium. Ob die Torbauten einst oben mit einem Gewölbe geschlossen waren, ist unklar. Für die Verteidigung wäre das eher ein Nachteil gewesen. Gewinkelte Toreingänge gab es in Nubien seit der Zeit der X-Gruppe (ab dem 4. Jahrhundert, Vorläufer der christlichen Reiche), im Nahen Osten sind sie an Festungsbauten unbekannt, in anderen Regionen Nordafrikas sind sie selten.
Die ungünstige steile Hanglage des Ortes bezeichnete Arturo Stenico quasi als Fehlplanung am „grünen Tisch“. Ihr strategischer Vorteil bestand aber darin, dass ohne die Besetzung des Hügels Feinde die Möglichkeit gehabt hätten, die Stadt von oben zu beschießen. Eine ähnlich geplante Stadtanlage hat Halabiya am Euphrat. Die dort unter dem byzantinischen Kaiser Justinian im 6. Jahrhundert ausgebaute befestigte Stadt endet mit der Spitze eines Dreiecks auf einer Hügelkuppe. In Nubien gab es mit dem wenig südlich gelegenen Ort Dilağer eine weitere derartige Siedlung. Die Stadtbefestigung diente vermutlich dem Schutz der lokalen Bevölkerung vor Nomadenüberfällen und weniger zur Sicherung der Handelsroute durch das Wadi Allaqi, weil der Ort zu weit vom Ausgangspunkt des Wadis entfernt lag.

### Südkirche
Die außerhalb der ummauerten Siedlung gelegene Kirche wurde 1960 durch das Team der Universität Mailand vollständig freigelegt. Der Grundriss entsprach einer dörflichen Kirche in Nubien, nur dass der typische rechteckige Bau hier mit etwa 13 Meter zu knapp 12 Meter Außenmaß fast quadratisch war. Abzüglich der Nebenräume an der Westseite und der Altarwand im Osten war das Kirchenschiff somit deutlich breiter als lang. Im nordwestlichen Nebenraum führte eine Treppe zum Dach. Die beiden Eingänge lagen sich im westlichen Teil der Nord- und Südseite gegenüber. Die ungenau gearbeitete halbrunde Apsis im Osten war von zwei Seitenkammern flankiert, die hinter der Apsis durch einen schmalen Gang verbunden waren. Ein solcher Verbindungsgang fand sich bei Kirchen im Nahen Osten selten. Ein vergleichbares Beispiel ist die noch in geringen Resten vorhandene frühbyzantinische Basilika von Hosn Niha im Libanon. Die Türöffnungen der Seitenkammern besaßen keine Anschlagpfosten und waren symmetrisch direkt neben der Apsisöffnung angeordnet. Bis auf ein hoch liegendes Fenster in der Südwand des südlichen Apsisnebenraums waren die Außenwände fensterlos.
Vier quadratische Pfeiler aus grobem Sandstein trugen die Dachformen, die über dem Mittelschiff und den Seitenschiffen vermutlich aus Tonnengewölben bestanden. Über den Apsisnebenräumen lagen Quertonnen, die Apsis überdeckte eine Halbkuppel. Wo reichlich Bruchstein zur Verfügung stand, war dieser billiger als die Herstellung von Lehmziegeln. Die Außenmauern der ärmlichen Kirche bestanden bis über zwei Meter Höhe aus Stein, nur um das einzige Fenster wurden Lehmziegel verwendet, mit denen sich genauere Öffnungen herstellen lassen.
Arturo Stenico meinte, die Kirche wäre zeitgleich mit den ersten Häusern, also im 6. oder 7. Jahrhundert gebaut worden. William Y. Adams datierte in die Mitte des 8. bis Mitte des 9. Jahrhunderts, während Peter Grossman aufgrund der fehlenden Zentralkuppel Anfang 9. Jahrhundert für wahrscheinlich hält.

### Nordkirche
Ugo Monneret de Villard veröffentlichte 1938 den ersten Grundriss und Rekonstruktionszeichnungen von der außerhalb neben dem Nordtor gelegenen Kirche. 1960 legte Arturo Stenico die etwa 15 Meter lange und 9 Meter breite Kirche frei. Bei diesen Proportionen ergab sich auch nach Abzug der westlichen und östlichen Nebenräume noch ein langgestrecktes Mittelschiff. Die Apsis war ungenau rechteckig, hinter ihr fehlte der Umgang. Ansonsten entsprach das Raumprogramm der Nordkirche. Durch den nach Osten ansteigenden Felshang lag die Apsis etwas erhöht. Jede Längsseite besaß vermutlich vier hoch liegende Rundbogenfenster, die drei Apsisräume erhielten jeweils Licht durch ein Schlitzfenster in der Ostwand. In den oberen Bereichen der anderen Wände dürfte es weitere Schlitzfenster gegeben haben. Derartige Wandöffnungen wurden in Wohnhäusern und ländlichen Kirchen allgemein in halber Lehmziegelbreite und meist paarweise eingebaut. Rundbögen über Fenstern bestanden aus radial gestellten normalgroßen Ziegeln. Die mittleren Teile  der Nord- und Südwand standen bei der Ausgrabung noch aufrecht. Das gesamte Gebäude war bis zu den Auflagern der Gewölbe aus Bruchstein gemauert und mit Lehm verputzt, lediglich um die Fenster wurden Lehmziegel zwecks besserer Passgenauigkeit verwendet.
Beide Apsisnebenräume waren durch Tonnengewölbe in Längsrichtung überdeckt; über der Apsis leiteten trompenförmige Mauersteine in eine Halbkuppel über. Die drei Kirchenschiffe wurden durch parallele Tonnengewölbe im Längsrichtung überdeckt. Da die Wandauflager alle gleich hoch waren, ragte das mittlere Gewölbe wegen der etwas größeren Breite des Mittelschiffs geringfügig über die anderen hinaus. Die Kirche dürfte im 9. Jahrhundert erbaut worden sein.